# کالواریا پاتسواوسکا
کالواریا پاتسواوسکا (به لهستانی:  Kalwaria Pacławska) یک روستا در لهستان است که در گمینا فردروپول واقع شده‌است.
 کالواریا پاتسواوسکا  ۷۸ نفر جمعیت دارد.